# 앨런 밀러
앨런 밀러(Allan Miller, 1929년 2월 14일 ~ )는 미국의 배우이다.
브루클린에서 태어났다.

## 출연 작품
- 리썰 참 (1991년)
- 워락 (1989년)
- BBC 클럽 (1987년)
- 휴마노이드 (1985년)
- 백만장자 브루스터 (1985년)
- 은반 위의 기적 (1981년)
- 광란자 (1980년)
- 챔프 (1979년) - 위티 역
- 테일 거너 조 (1977년)
- 폭소 대소동 (1977년)
- 맥아더 (1977년)
- 베이비 블루 머린 (1976년)
- 엔터베 특공작전 (1976년)
- 2분 경고 (1976년)

### 텔레비전
- 댈러스 (1978년)
- 유물 (1978, The Word)
- 형사 Q (1976년)
- 원 라이프 투 리브 (1968년)
- 법과 질서 (1990년)
- 21 점프 스트리트 (1987년)
- 배틀스타 갤럭티카 - 1980년 TV 시리즈 (1980년)
- 낫츠 랜딩 (1979년)